# Radik Kulijev
Radik Kulijev (* 10. července 1992) je ruský-dagestánský zápasník klasik lezginské národnosti, který od roku 2014 startuje za Bělorusko. Pochází z Dagestánské obce Kuruš obývané převážně Lezgy. V roce 2014 využil kontaktů na zápasníky rodáky žijící v Bělorusku – trenér Malik Eskendarov, Alim Selimov, Džavid Gamzatov a od roku 2014 startuje za Bělorusko v klasickém stylu zápasu.